# Martin Kaalund-Jørgensen
Martin Kaalund-Jørgensen (29. marts 1889 i Lihme, Salling – 9. oktober 1952 i København) var en dansk kunstmaler. Kaalund-Jørgensen er far til Bodil Kaalund og bror til Carl og F.C. Kaalund-Jørgensen.
Kaalund-Jørgensen blev udlært håndværksmaler i 1909 og fik eksamen fra Kunstakademiet i 1914. På studierejser bl.a. finansieret af K.A. Larssens og Hustru L.M. Larssens født Thodbergs Legat (1921) besøgte han bl.a. Italien (1915) og Frankrig (1921) og Holland (1929). Fra 1921 til 1942 var han bosat i Silkeborg.
Han tilhørte ekspressionismen, var påvirket af fransk fauvisme og af Edvard Munch og Vilhelm Lundstrøm og blev den ledende skikkelse i foreningen Frie jydske Malere. Hans værker er overvejende portrætter, særligt af politikere, samt naturmotiver; de tidligste fra egnen omkring Limfjorden, senere fra Midtjylland og de seneste fra Sjælland. Enkelte malerier forestiller motiver fra udlandet. Han udstillede flere gange på Charlottenborg.
Asger Jorn var inspireret af Martin Kaalund-Jørgensen, som han også modtog undervisning af. Silkeborg Kunstmuseums samling rummer mange af hans landskabsmalerier, mens Frederiksborgmuseet har en del af hans portrætter.
Han er begravet på Assistens Kirkegård i Kongens Lyngby.